# Trail of Tears
Trail Of Tears je norveški gothic metal-sastav. Počeli su karijeru pod nazivom Natt 1994. godine. No to je bila samo okosnica za kasnije nastajanje samog Trail Of Tears, nakon nekoliko kadrovski promjena. 1997. mjenjaju naziv u Trail Of Tears, mjenjaju stil glazbe,i pjevača, bubnjara i uzimaju klavijaturistu.

## Članovi
Sadašnji članovi
- Ronny Thorsen - vokal
- Kjetil Nordhus - vokal
- Runar Hansen - gitara
- Kjell Rune Hagen - bas
- Frank Roald Hagen - klavijature
- Jonathan Perez - bubnjevi

## Diskografija
- Disclosure in Red - 1998.
- Profoundemonium - 2000.
- A New Dimension of Might - 2002.
- Existentia - 2007.
- Free Fall Into Fear - 2005.
- Existentia - 2007.
- Oscillation - 2013.

## Vanjske poveznice
- Službena stranica grupe  Arhivirana inačica izvorne stranice od 27. veljače 2013. (Wayback Machine)